# البولنديون الصالحون بين الأمم
يتمتع مواطنو بولندا بأعلى عدد في العالم من الأفراد الذين تم الاعتراف بهم من قِبل ياد فاشيم القدس باعتبارهم من الصالحين البولنديين بين الأمم، لإنقاذ اليهود من الإبادة أثناء الهولوكوست في الحرب العالمية الثانية. ، هناك 6,992 الرجال والنساء البولنديين المعترف بهم كصالحين بين الأمم،  أكثر من ربع الـ 27,362 المعترف بهم من قبل ياد فاشيم في المجموع.
تشير التقديرات إلى أن مئات الآلاف من البولنديين أخفوا وساعدوا مئات الآلاف من جيرانهم اليهود البولنديين. تم تنفيذ العديد من هذه المبادرات من قبل الأفراد، ولكن هناك أيضًا شبكات منظمة للمقاومة البولندية كانت مكرسة لمساعدة اليهود   - وأبرزها منظمة otaegota.
في بولندا التي تحتلها ألمانيا كانت مهمة إنقاذ اليهود صعبة وخطيرة بشكل خاص مقارنة بالدول الأوروبية الأخرى الواقعة تحت الاحتلال الألماني. تم معاقبة جميع أفراد الأسرة بالإعدام إذا تم العثور على يهودي مخبأ في منزلهم أو في ممتلكاتهم. تشير التقديرات إلى أن عدد البولنديين الذين قُتلوا على يد النازيين لمساعدة اليهود كان يصل إلى عشرات الآلا، 704 منهم تم تكريمهم بعد وفاتهم بالميداليات.

## أنشطة
قبل الحرب العالمية الثانية، كان عدد اليهود في بولندا يتراوح بين 3300000  و35500000 شخص   - حوالي 10 في المئة من مجموع سكان البلاد. في أعقاب غزو بولندا، أرسل النظام النازي الألماني ملايين المهجرين من كل دولة أوروبية إلى معسكرات الاعتقال والعمل القسري المقامة في أراضي الحكومة العامة في بولندا المحتلة وعبر المناطق البولندية التي ضمتها ألمانيا النازية. تم سجن معظم اليهود في الأحياء اليهودية النازية، التي مُنعوا من المغادرة. بعد فترة وجيزة من اندلاع الحرب الألمانية السوفيتية في عام 1941، بدأ الألمان في إبادة اليهود البولنديين على جانبي خط كورزون، بالتوازي مع التطهير العرقي للسكان البولنديين بما في ذلك الغجر والأقليات الأخرى في بولندا.
عندما أصبح من الواضح أنه لم تكن الظروف في الأحياء اليهودية فظيعة بما يكفي (الجوع والأمراض وعمليات الإعدام)، بل تم استهداف اليهود للإبادة في معسكرات الموت النازية، فقد حاولوا على نحو متزايد الهروب من الأحياء اليهودية والاختباء من أجل البقاء على قيد الحياة أثناء الحرب. أخفى العديد من الوثنيون البولنديون مئات الآلاف من جيرانهم اليهود. نشأت العديد من هذه الجهود من تلقاء نفسها من المبادرات الفردية، ولكن كانت هناك أيضًا شبكات منظمة مكرسة لمساعدة اليهود.